# Stemmops carius
Stemmops carius is een spinnensoort in de taxonomische indeling van de kogelspinnen (Theridiidae).
Het dier behoort tot het geslacht Stemmops. De wetenschappelijke naam van de soort werd voor het eerst geldig gepubliceerd in 1996 door Marques & Buckup.